# ميجا درايف ميني
ميجا درايف ميني (بالإنجليزية: Mega Drive Mini)‏ بينما تعرف في أمريكا الشمالية باسم سيجا جينسيس ميني (بالإنجليزية: Sega Genesis Mini)‏؛ هي نظام لعبة فيديو والتي أنتجه شركة سيجا اليابانية، حيث صدرت اللعبة في الأسواق بتاريخ 19 سبتمبر 2019، والتي تعمل لأنظمة تشغيل الخاصة لنظام ميجا درايف، وتوفر 42 لعبة، ومنها أليكس كيدز إن ذا إنشنتيد كاسل وسونيك وغيره.